# 콜루바라 전투
콜루바라 전투(세르비아어: Колубарска битк 콜루바르스카 비트크)는 제1차 세계 대전 중 세르비아와 오스트리아-헝가리의 전투 중에 가장 크고 중요한 전투 중 하나다. 이 전투는 200km에 이르는 전선에서 세르비아군과 세르비아군보다 좋은 장비에 2배의 병력을 가진 오스트리아군 사이에 30일 동안 벌어졌다.
이 전투는 1914년 11월 16일 콜루바라 강과 르징의 우안으로 세르비아군을 몰아낸 드리나 전투가 끝난후 이어서 벌어졌는데, 세르비아 1군 사령관 페타르 보요비치(Петар Бојовић, 라틴 표기는 Petar Bojović)는 드리나 전투에서 부상해 지보인 미시치(Живојин Мишић, 라틴 표기는 Živojin Mišić) 장군이 후임 사령관으로 임명되었다. 세르비아 1군은 12월 3일부터 시작된 오스트리아군의 3차 공세 때문에 많은 피해를 입고 병사들도 매우 지친 상태였다.
신임 1군 사령관 미시치 장군은 세르비아군 최고 사령부로부터 내려온 철수 명령을 무시하고 근처에서 부대를 재정비할 것을 결정한다. 결과적으로 이는 이 전투에서 세르비아군이 승리할 수 있는 결정적 요소가 된다. 그 무렵 오스트리아-헝가리군은 베오그라드를 향해 진격을 계속하고 있었다. 결국 세르비아군은 베오그라드를 포기하고 철수를 감행하는데, 세르비아군 최고 사령부는 서안으로 모든 군대가 집결하도록 한다. 이는 전선의 규모를 줄이기 위한 방안이었다. 하지만 세르비아 1군은 뒤에 남아 있었고 오스트리아-헝가리군은 이미 세르비아 1군은 전투 불능 상태가 됐으리라 예상하고 베오그라드 점령에만 신경을 써버린다. 이것이 오스트리아-헝가리 군의 패배 원인이었다.
오스트리아-헝가리군은 베오그라드를 점령하기 위해 대규모 공격을 준비하며 전진을 계속하는데 세르비아군의 전략적 후퇴로 인해 저항을 거의 받지 않았다. 마침내 베오그라드를 점령한 오스트리아군은 1군에 대해서는 거의 신경을 쓰지 않고 있었다. 하지만 뒤에 남아있던 세르비아 1군은 새로이 탄약과 무기, 그리고 병력 충원을 마치고 휴식을 취하면서 반격 태세를 갖추고 있었다.
당시 유럽에서는 '세르비아군이 괴멸하여 오스트리아군이 베오그라드에서 군사 사열을 하리라'고만 예상하고 있었다. 그러나 세르비아는 아직도 자신감이 넘쳤으며, 독일도 세르비아에게 선전 포고를 당한 것에 대해 당황했다고 한다. 한편 세르비아군은 대반격을 개시하기 시작했다. 1군도 수보보르 산에서 나와 반격을 시작한다. 이에 오스트리아-헝가리군은 다시 국경까지 후퇴하게 되고, 12월 15일 베오그라드는 다시 세르비아의 손으로 넘어온다.
이 전투에서 세르비아군은 그다지 큰 피해를 입지 않으나 오스트리아-헝가리군은 막대한 피해를 입고 결국 3번에 걸친 1914년의 세르비아 공격은 모두 실패로 끝난다. 이 전투는 또한 가장 빠른 시간에 새로 부대를 재정비하여 반격해 이를 격퇴시킨 전쟁사에 거의 유일한 전투로 기록된다. 그러나, 세르비아는 불가리아의 갑작스러운 공격으로 인하여 1915년에 다시 수도를 포기하고, 몬테네그로는 1916년 1월 8일에 항복하게 된다.